# TB/FC Suðuroy/Royn
TB/FC Suðuroy/Royn was een Faeröerse voetbalclub voor het eiland Suðuroy door een samenwerking van de seniorenselecties van drie clubs op het eiland.
De club ontstond voor het seizoen 2017 als een fusie tussen de mannenafdelingen van TB Tvøroyri, FC Suðuroy en Royn Hvalba. Voor het seizoen 2018 wordt een nieuwe naam gezocht. Het eerste team nam de plaats van TB in de Meistaradeildin over, het tweede die van FC Suðuroy in de 1. deild en het derde die van Royn in de 2. deild. Het Við Stórá stadion van TB is de thuisbasis. Na twee succesvolle jaren in de Meistaradeildin kwam de samenwerking tot een einde vanwege een geschil tussen de clubs over de thuisbasis van het fusie-elftal. Hiermee gaan de drie clubs sinds eind 2018 weer ieder hun eigen weg.